# Casamento entre pessoas do mesmo sexo na Finlândia
O Casamento entre pessoas do mesmo sexo é legal na Finlândia desde 1 de março de 2017. Um projeto de lei para a legalização foi aprovado pelo Parlamento em 12 de dezembro de 2014, e assinado pelo Presidente, no dia 20 de fevereiro de 2015. 
Anteriormente, de 2002 até 2017, as parcerias registadas (em finlandês:  rekisteröity parisuhde) estavam disponíveis a casais do mesmo sexo, com os mesmos direitos e responsabilidades, tal qual o casamento de casais do sexos opostos, exceto o direito à adoção e o direito de adotar o sobrenome do parceiro.

## Parcerias registadas
A legislaçao de parcerias registradas (em finlandês:  rekisteröity parisuhde; em sueco:  registrerat partnerskap) para casais do mesmo sexo foi aprovada pelo Parlamento em 28 de setembro de 2001, por 99 votos a favor e 84 contrários. A lei entrou em vigor em 1 de março de 2002. A lei de parceria registrada que estava disponível apenas para casais do mesmo sexo, desde que os mesmos direitos e responsabilidades como o casamento para casais de sexos opostos, exceto no e.g. direitos de adoção e nomes de família, e eles foram registrados e dissolvido usando um procedimento semelhante ao que para o casamento civil. A legislação também concedidos direitos de imigração para um parceiro estrangeiro.
Em maio de 2009, o Parlamento revisto o ato de permitir aos casais adotar os filhos biológicos de seus parceiros. Em 1 de Março de 2017, a lei foi revogada para as partes, que tratou de entrar em parceria, portanto, não deixando as parcerias existentes intactos e deixando para os casais inscritos para converter a união em casamento.